# سيما بينا
سيما بينا (بالفارسية: سیما بینا) هي ملحنة ومغنية إيرانية، ولدت في 4 يناير 1945 في بيرجند في إيران.

## وصلات خارجية
- الموقع الرسمي
- سيما بينا على موقع ميوزك برينز (الإنجليزية)
- سيما بينا على موقع ديسكوغز (الإنجليزية)